# Hugo Anthonius van Oerle

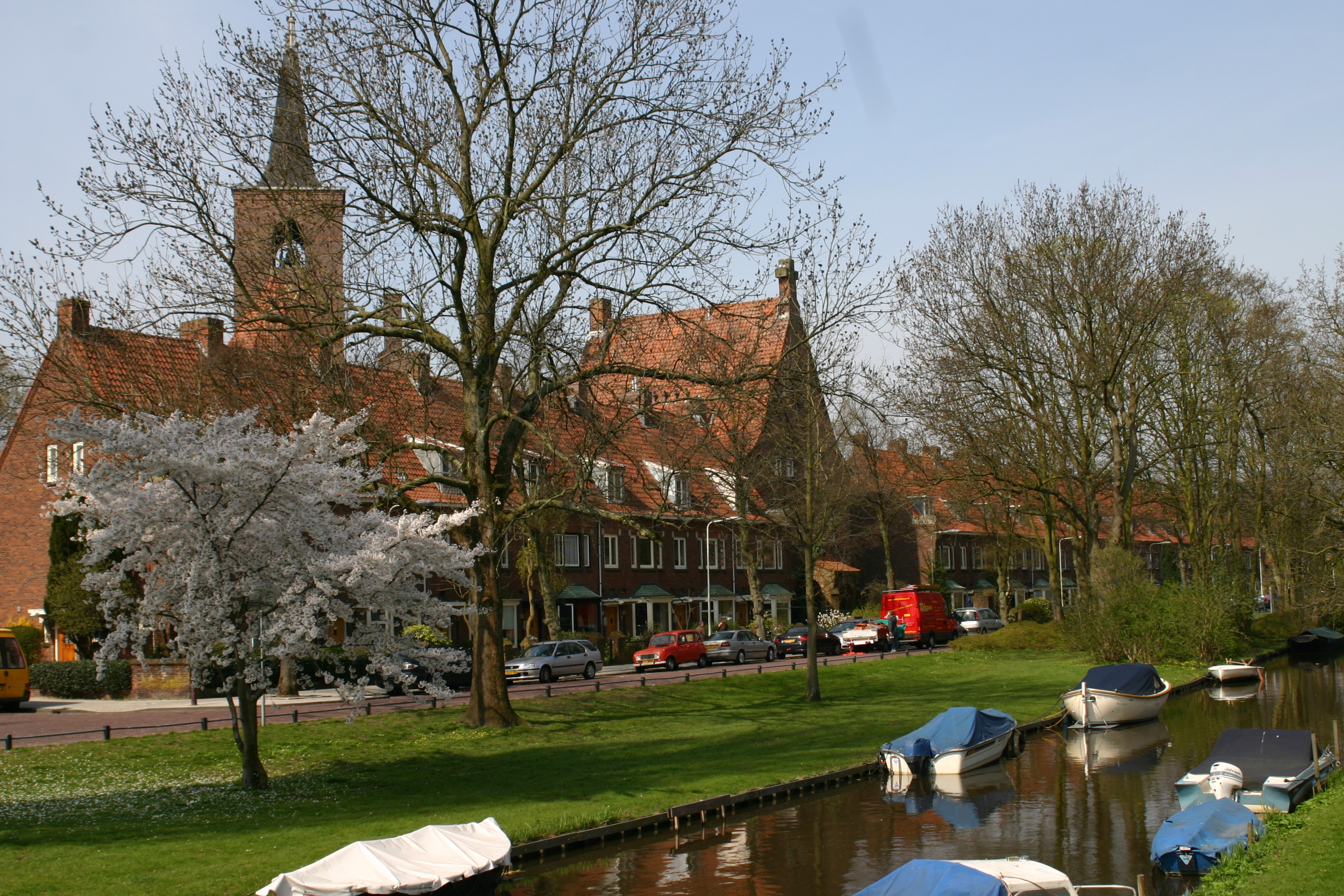
Petruskerk Leiden, pastorie en huizenrij, ontwerp Van Oerle en A.Kropholler.

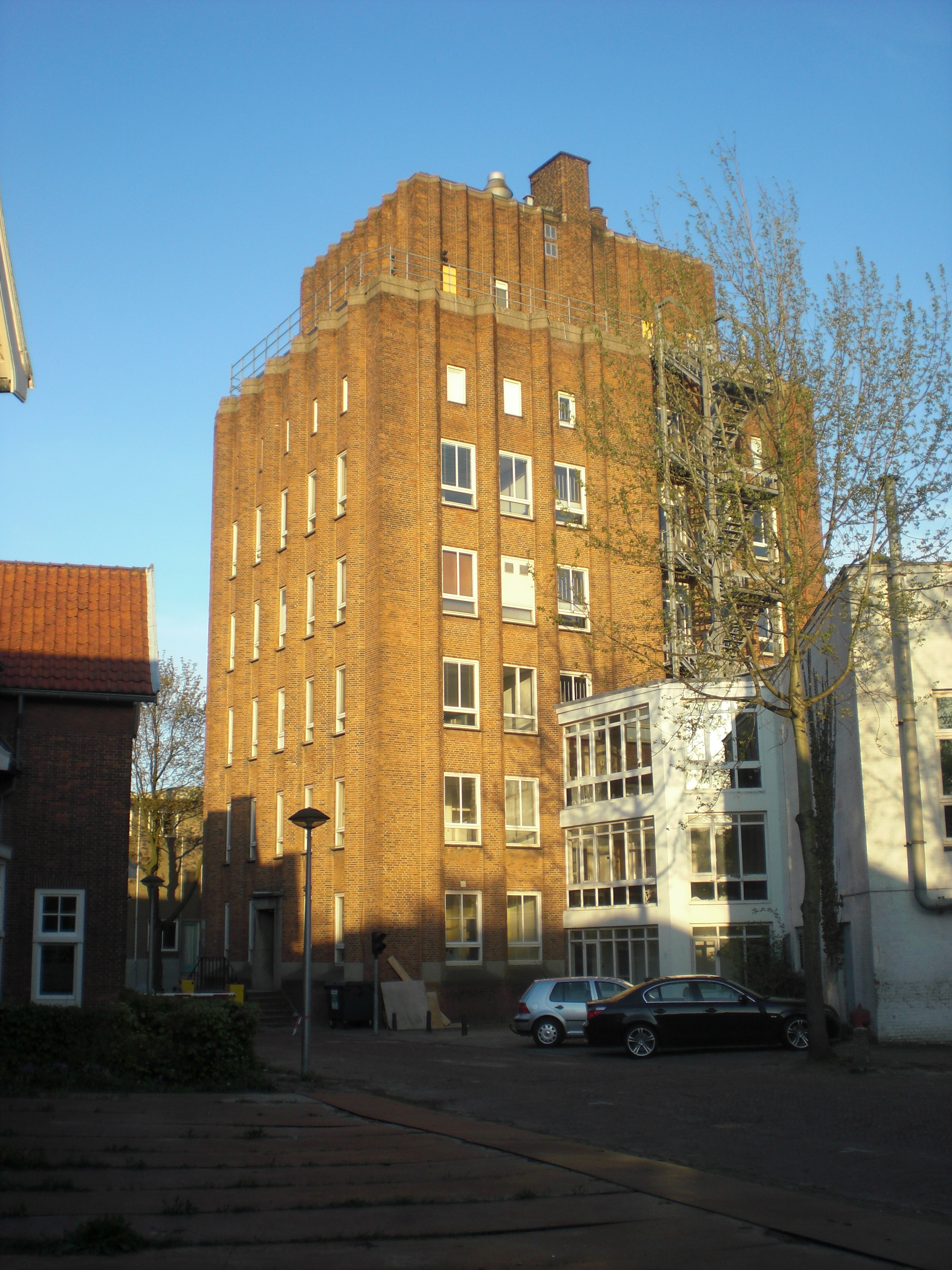
Van der Klaauw Laboratorium van de Universiteit Leiden, gebouwd in 1957-1962, gesloopt in 2012.

Hugo Anthonius van Oerle (Leiden, 8 maart 1905 - 9 december 1994) was een Nederlandse architect en bouwkundig historicus.

## Leven en werken
Van Oerle was de zoon van Paulus Mattheus Johannes van Oerle, architect en rijksopzichter van beroep en Gijsberta Cornelia Spierenburg. Hij studeerde aan de  Technische Hogeschool Delft, waar hij in aanraking kwam met de combinatie van religieuze en esthetische opvattingen van de in 1924 tot hoogleraar benoemde M. J. Granpré Molière, zoals die later bekend werden als de Delftse School. Daarnaast maakte hij kennis met de persoon en het werk van A.J. Kropholler. Nadat hij in 1930 afstudeerde ging Van Oerle werken op het bureau van Kropholler en werd hij betrokken bij het ontwerp en de bouw van de uitbreiding van de Abdij Affligem. Samen met Kropholler was hij vervolgens verantwoordelijk voor het ontwerp en de bouw van de St. Petruskerk met pastorie en omliggende woningen te Leiden. In een van deze woningen vestigde Van Oerle zijn eerste kantoor-woonhuis, van waaruit hij zijn lokale architectenpraktijk opbouwde. Naast restauraties van monumenten, zoals het Gravensteen, de Lodewijkskerk, het Annahofje en het Elisabethgasthuis, realiseerde hij nieuwbouwprojecten zoals het Agnes-College, het verzorgingstehuis Roomburg, het verzorgings- en verpleegtehuis Van Wijckerslooth en de toren en het singelgebouw van het Van der Klaauw Laboratorium.
In 1942 trouwde Van Oerle, nadat zijn eerste vrouw in het kraambed van hun zoon Paulus Mattheus Johannes in 1937 overleed, met Maria Anna Petronella Norbertha (Ria) van Gorp. Vanaf 1946 werkte hij als architect samen met Jacobus Johannes Schrama onder de naam 'Architectenbureau H.A. van Oerle en J.J. Schrama'. Samen ontwierpen ze onder meer de Heilige Familiekerk. Zijn zoon Paul zette het familieberoep voort en ontwierp vele gebouwen in Leiden, waaronder delen van de Merenwijk en de Stevenshof.
Van Oerle had ook een carrière als genieofficier, waarbij hij zowel in Nederland als in het toenmalige Nederlands-Indië actief is geweest. Na zijn diensttijd als reserveofficier in 1924-1925 werd hij bij de voormobilisatie van 1938 opgeroepen. Tot de demobilisatie in 1940 was hij commandant van de 15e Compagnie Pioniers in het oosten van Noord-Brabant. In 1946 kreeg hij als luitenant-kolonel het commando over het geniebataljon van de 7 December Divisie. In die functie diende hij van 1946 tot 1949 in het toenmalige Nederlands-Indië. Hij was onder meer verantwoordelijk voor de aanleg van het Ereveld Menteng Pulo bij Batavia.
Mede door de ervaring van Van Oerle met het bouwen in de tropen kreeg het bureau van Van Oerle & Schrama ook de opdracht voor een aantal ziekenhuiscomplexen, die in 1953-1963 in Paramaribo gerealiseerd zijn.
Van Oerle had ook een grote belangstelling gehad de studie van de architectuur- en stedebouwkundige geschiedenis en de archeologie. Hij promoveerde in 1974 op de geschiedenis van de stedebouwkundige ontwikkeling binnen het Leidse rechtsgebied tot aan het einde van de gouden eeuw. Bronmateriaal voor deze studie had hij al in 1944-1945 met hulp van E.P. Wegener bijeengebracht.

## Publicaties (selectie)
- De St. Petruskerk te Leiden. Architekten A.J. Kropholler en ir. H. van Oerle - R.K. Bouwblad, 6 juni 1935, blz. 241-243;245;246
- Oud Leiden. Deel 37 Uit De Heemschutserie, 1943
- Leiden. Een multidisciplinaire benadering van het proces der stadwording en de ontwikkeling van het oudste stadsgebied in de middeleeuwen, dissertatie, Leiden, E.J. Brill, 1974
- Leiden binnen en buiten de stadsvesten. De geschiedenis van de stedebouwkundige ontwikkeling binnen het Leidse rechtsgebied tot aan het einde van de gouden eeuw - Leiden, E.J. Brill, 1975

## Eerbetoon
- Ridder in de Orde van Sint-Gregorius de Grote
- Gouden Gedenkspeld (gemeente Leiden)
- Orde van Oranje-Nassau (officier) met de zwaarden